# Список персонажів телесеріалу «Ґотем»

Головні та другорядні персонажі першого сезону «Ґотема».
Зліва направо, рядок згори: Джеймс Ґордон, Гарві Буллок, Брюс Вейн, Селіна Кайл, Сара Ессен, Барбара Кін, Пенніворт; рядок знизу: Освальд Коббльпот, Фіш Муні, Кармайн Фальконе, Едвард Ніґма, Айві Пеппер, Рене Монтойя, Криспус Аллен.

«Ґо́тем» (англ. Gotham) — американський кримінальний телесеріал про становлення Бетмена та його ворогів. Нижче наведений список найважливіших персонажів телесеріалу. 
     = Основний склад (зазначений) 
     = Періодичний склад (4+)
     = Запрошені актори (1-3)
| Актор                | Персонаж                           | Перша поява                            | Сезони         | Сезони         | Сезони         | Сезони         | Сезони            |
| Актор                | Персонаж                           | Перша поява                            | 1              | 2              | 3              | 4              | 5                 |
| Основний склад       | Основний склад                     | Основний склад                         | Основний склад | Основний склад | Основний склад | Основний склад | Основний склад    |
| -------------------- | ---------------------------------- | -------------------------------------- | -------------- | -------------- | -------------- | -------------- | ----------------- |
| Бен Маккензі         | Джеймс Ґордон                      | «Пілот»                                | Основний       | Основний       | Основний       | Основний       | Основний          |
| Донал Лоґ            | Гарві Буллок                       | «Пілот»                                | Основний       | Основний       | Основний       | Основний       | Основний          |
| Девід Мазуз          | Брюс Вейн Темний лицар             | «Пілот»                                | Основний       | Основний       | Основний       | Основний       | Основний          |
| Девід Мазуз          | Суб'єкт 514А                       | «Перенесення»                          | Не з'являється | Основний       | Основний       | Не з'являється | Не з'являється    |
| Шон Пертві           | Альфред Пенніворт                  | «Пілот»                                | Основний       | Основний       | Основний       | Основний       | Основний          |
| Робін Лорд Тейлор    | Освальд Коббльпот Пінгвін          | «Пілот»                                | Основний       | Основний       | Основний       | Основний       | Основний          |
| Ерін Річардс         | Барбара Кін                        | «Пілот»                                | Основна        | Основна        | Основна        | Основна        | Основна           |
| Камрен Бікондова     | Селіна Кайл Жінка-кішка            | «Пілот»                                | Основна        | Основна        | Основна        | Основна        | Основна           |
| Ліл Сіммонс          | Селіна Кайл Жінка-кішка            | «Початок…»                             | Не з'являється | Не з'являється | Не з'являється | Не з'являється | Запрошена         |
| Корі Майкл Сміт      | Едвард Ніґма Загадник              | «Пілот»                                | Основний       | Основний       | Основний       | Основний       | Основний          |
| Забріна Ґевара       | Сара Ессен                         | «Пілот»                                | Основна        | Основна        | Не з'являється | Не з'являється | Не з'являється    |
| Вікторія Картаґена   | Рене Монтоя                        | «Пілот»                                | Основний       | Не з'являється | Не з'являється | Не з'являється | Не з'являється    |
| Ендрю Стюарт-Джонс   | Кріспус Аллен                      | «Пілот»                                | Основний       | Не з'являється | Не з'являється | Не з'являється | Не з'являється    |
| Джон Доман           | Кармайн Фальконе                   | «Пілот»                                | Основний       | Запрошений     | Періодичний    | Запрошений     | Не з'являється    |
| Джада Пінкетт-Сміт   | Фіш Муні                           | «Пілот»                                | Основна        | Запрошена      | Періодична     | Не з'являється | Не з'являється    |
| Дрю Павелл           | Буч Ґілзін Соломон Ґранді          | «Пілот»                                | Періодичний    | Основний       | Основний       | Основний       | Не з'являється    |
| Ніколас Д'Аґосто     | Гарві Дент                         | «Гарві Дент»                           | Запрошений     | Основний       | Не з'являється | Не з'являється | Не з'являється    |
| Морена Баккарін      | Леслі Томпкінс                     | «Галерея негідників»                   | Періодична     | Основна        | Основна        | Основна        | Основна           |
| Кріс Чок             | Люціус Фокс                        | «Ковадло чи молот»                     | Запрошений     | Основний       | Основний       | Основний       | Основний          |
| Джессіка Лукас       | Табіта Ґалаван Тигриця             | «Хай будеш ти клятий, якщо зробиш це…» | Основна        | Основна        | Основна        | Основна        | Основна           |
| Джеймс Фрейн         | Тео Ґалаван Азраїль                | «Хай будеш ти клятий, якщо зробиш це…» | Не з'являється | Основний       | Не з'являється | Не з'являється | Поява на світлині |
| Майкл Чикліс         | Натанієль Барнз Катівник           | «Ударна сила»                          | Не з'являється | Основний       | Основний       | Не з'являється | Не з'являється    |
| Бенедикт Семюел      | Джервіс Теч Божевільний капелюшник | «Поглянь мені у вічі»                  | Не з'являється | Не з'являється | Основний       | Періодичний    | Запрошений        |
| Клер Фолі            | Айві Пепер Отруйний плющ           | «Пілот»                                | Періодична     | Запрошена      | Запрошена      | Не з'являється | Не з'являється    |
| Меґґі Ґега           | Айві Пепер Отруйний плющ           | «Спаліть відьму»                       | Не з'являється | Не з'являється | Основна        | Запрошена      | Не з'являється    |
| Пейтон Ліст          | Айві Пепер Отруйний плющ           | «Друзки розбитого дзеркала»            | Не з'являється | Не з'являється | Не з'являється | Запрошена      | Запрошена         |
| Александр Сіддіґ     | Ра'с аль Ґул                       | «Обтяжена брудна душа»                 | Не з'являється | Не з'являється | Запрошений     | Основний       | Не з'являється    |
| Крістал Рід          | Софія Фальконе                     | «Ті, що ховаються за масками»          | Не з'являється | Не з'являється | Не з'являється | Основний       | Не з'являється    |
| Камерон Монаген      | Джером Валеска                     | «Сліпий ворожбит»                      | Запрошений     | Запрошений     | Запрошений     | Задіяний       | Не з'являється    |
| Камерон Монаген      | Джеремая Валеска                   | «Обов'язкова зустріч»                  | Не з'являється | Не з'являється | Не з'являється | Задіяний       | Задіяний          |
| Шейн Вест            | Едуард Дорренс Бейн                | «Peña Dura»                            | Не з'являється | Не з'являється | Не з'являється | Не з'являється | Задіяний          |
| Джеймі Мюррей        | Нісса аль Ґул                      | «13 швів»                              | Не з'являється | Не з'являється | Не з'являється | Не з'являється | Задіяний          |
| Періодичний склад    |                                    |                                        |                |                |                |                |                   |
| Річард Кайнд         | Обрі Джеймс                        | «Пілот»                                | Періодичний    | Запрошений     | Запрошений     | Не з'являється | Запрошений        |
| Керол Кейн           | Ґертруда Капельпут                 | «Селіна Кайл»                          | Періодична     | Періодична     | Не з'являється | Не з'являється | Не з'являється    |
| Девід Заяс           | Сальваторе Мароні                  | «Чоловік з повітряними кулями»         | Періодичний    | Не з'являється | Не з'являється | Не з'являється | Не з'являється    |
| Кріста Браун         | Дженніфер Лурі                     | «Чоловік з повітряними кулями»         | Запрошений     | Періодична     | Періодична     | Періодична     | Запрошена         |
| Дж.В. Кортез         | Альварез                           | «Аркгем»                               | Періодичний    | Періодичний    | Періодичний    | Періодичний    | Періодичний       |
| Макензі Лей          | Лайза                              | «Аркгем»                               | Періодичний    | Не з'являється | Не з'являється | Не з'являється | Не з'являється    |
| Челсі Спек           | Крістен Крінґл                     | «Дух цапа»                             | Періодична     | Періодична     | Запрошена      | Не з'являється | Не з'являється    |
| Челсі Спек           | Ізабела                            | «Іди за білим кроликом»                | Не з'являється | Не з'являється | Періодична     | Не з'являється | Не з'являється    |
| Алекс Коррадо        | Ґейб                               | «Пінгвінова парасоля»                  | Періодичний    | Періодичний    | Періодичний    | Не з'являється | Не з'являється    |
| Ентоні Керріґан      | Віктор Зас                         | «Пінгвінова парасоля»                  | Періодичний    | Запрошений     | Запрошений     | Періодичний    | Періодичний       |
| Пітер Сколарі        | Комісар Лоуб                       | «Що йому пташка наспівала»             | Періодичний    | Запрошений     | Не з'являється | Не з'являється | Не з'являється    |
| Чарлі Таган          | Джонатан Крейн Страхопудало        | «Страховитий доктор Крейн»             | Запрошений     | Не з'являється | Не з'являється | Запрошений     | Не з'являється    |
| Девід В. Томпсон     | Джонатан Крейн Страхопудало        | «Одна з трьох моїх юшок»               | Не з'являється | Не з'являється | Не з'являється | Періодичний    | Запрошений        |
| Стінк Фішер          | Аарон Гельцинґер                   | «Хай будеш ти клятий, якщо зробиш це…» | Не з'являється | Періодичний    | Не з'являється | Не з'являється | Не з'являється    |
| Лукас Сальваньйо     | Сал Мартінез                       | «Ударна сила»                          | Не з'являється | Періодичний    | Не з'являється | Не з'являється | Не з'являється    |
| Іян Квінлан          | Карл Пінкні                        | «Ударна сила»                          | Не з'являється | Періодичний    | Не з'являється | Не з'являється | Не з'являється    |
| Наталі Елін Лінд     | Silver St. Cloud                   | «Ударна сила»                          | Не з'являється | Періодична     | Не з'являється | Не з'являється | Не з'являється    |
| Рон Ріфкін           | Отець Кріл                         | «Шрамування»                           | Не з'являється | Періодичний    | Не з'являється | Не з'являється | Не з'являється    |
| Мішель Вейнтімілла   | Бріджит Пайк Світляк               | «Шрамування»                           | Не з'являється | Періодична     | Не з'являється | Запрошена      | Не з'являється    |
| Каміла Перез         | Бріджит Пайк Світляк               | «Первинна загадка»                     | Не з'являється | Не з'являється | Запрошена      | Запрошена      | Не з'являється    |
| Тоня Пінкінс         | Етель Пібоді                       | «Гірше за злочин»                      | Не з'являється | Періодична     | Запрошена      | Не з'являється | Не з'являється    |
| Нейтан Дерроу        | Віктор Фрайз Містер Фріз           | «Гірше за злочин»                      | Не з'являється | Періодичний    | Запрошений     | Періодичний    | Не з'являється    |
| Б. Д. Вонґ           | Г'юґо Стрендж                      | «Містер Фріз»                          | Не з'являється | Періодичний    | Періодичний    | Запрошений     | Періодичний       |
| Кіт Фланаґан         | Кетрін Монро                       | «Легіон мерзотників»                   | Не з'являється | Запрошена      | Не з'являється | Не з'являється | Не з'являється    |
| Леслі Гендрікс       | Кетрін Монро                       | «Краще царювати в пеклі…»              | Не з'являється | Не з'являється | Періодична     | Не з'являється | Не з'являється    |
| Джеймс Карпінелло    | Маріо Фальконе                     | «Краще царювати в пеклі…»              | Не з'являється | Не з'являється | Періодичний    | Не з'являється | Не з'являється    |
| Джеймі Чанґ          | Валері Вейл                        | «Краще царювати в пеклі…»              | Не з'являється | Не з'являється | Періодичний    | Не з'являється | Не з'являється    |
| Флора Діас           | Кампос                             | «Катівник»                             | Не з'являється | Не з'являється | Періодична     | Не з'являється | Не з'являється    |
| Реймонд Дж. Беррі    | Шаман Сенсей                       | «Ці ніжні й темні одержимості»         | Не з'являється | Не з'являється | Періодичний    | Не з'являється | Не з'являється    |
| Ендрю Селлон         | Артур Пен Черевомовець             | «Pax Penguina»                         | Не з'являється | Не з'являється | Не з'являється | Періодичний    | Періодичний       |
| Келсі Ґріффін        | Ванесса Гарпер                     | «Ті, що ховаються за масками»          | Не з'являється | Не з'являється | Не з'являється | Періодичний    | Періодичний       |
| Марина Бенедикт      | Чері                               | «Шлях леза»                            | Не з'являється | Не з'являється | Не з'являється | Періодична     | Не з'являється    |
| Майкл Серверіс       | Лазло Валентайн Професор Піґ       | «День свиней»                          | Не з'являється | Не з'являється | Не з'являється | Періодичний    | Запрошений        |
| Крістофер Конвері    | Мартін                             | «Припини бити себе»                    | Не з'являється | Не з'являється | Не з'являється | Періодичний    | Не з'являється    |
| Шива Калайселван     | Лелія                              | «Одна з трьох моїх юшок»               | Не з'являється | Не з'являється | Не з'являється | Періодична     | Запрошена         |
| Франческа Рут-Додсон | Екко                               | «Обов'язкова зустріч»                  | Не з'являється | Не з'являється | Не з'являється | Запрошена      | Періодична        |

## Завваги
1. ↑  Зазначений як актор основного складу в епізоді «Перенесення».
2. ↑  Зазначена як акторка основного складу в епізоді «Стук-стук».
3. ↑  Зазначена як акторка основного складу в епізоді «Нульовий рік».